# 幻/おかえりなさい。
「幻/おかえりなさい。」（まぼろし / おかえりなさい）は、日本のシンガーソングライター・柴田淳の11作目のシングル。2005年5月18日にDreamusicから発売された。

## 概要
- アルバム『わたし』からドラマ主題歌となった2曲がリカットされている。
- 通常盤と初回限定盤の2種リリースされ、後者には「幻」のPVが収録されたDVDが同梱されている。
- PV監督は多田卓也と谷崎慎太郎が担当している。

## 収録曲

### CD
1. 幻 [4:12]
作詞・作曲：柴田淳、編曲：羽毛田丈史
2. おかえりなさい。 [5:29]
作詞・作曲：柴田淳、編曲：羽毛田丈史

#### DVD（初回限定盤のみ）
1. 幻

## 収録アルバム
- オリジナル『わたし』（#1,2）（2005年3月30日）

## タイアップ
| 曲名             | タイアップ                                  |
| ---------------- | ------------------------------------------- |
| 幻               | フジテレビ系『危険な関係』主題歌            |
| おかえりなさい。 | テレビ朝日系『おみやさん』第4シリーズ主題歌 |